# Paweł Kwoczek
Paweł Kwoczek (ur. 21 kwietnia 1904 w Grabinie, zm. 17 lipca 1975 w Opolu) – polski adwokat i działacz mniejszości polskiej na niemieckim Górnym Śląsku, poseł na Sejm PRL II kadencji (1957–1961) z ramienia ZNAK-u.

## Życiorys
Urodzony w Grabinie koło Prudnika. Uczęszczał do gimnazjum w Prudniku. W latach 20. studiował na uniwersytetach w Würzburgu, Poznaniu i Berlinie. Magisterium z dziedziny prawa uzyskał w 1928 na Uniwersytecie Wrocławskim, następnie zdał egzamin referendarski i asesorski (1932). Podczas nauki udzielał się w polskim ruchu narodowym, był m.in. prezesem Związku Akademików Górnoślązaków „Silesia Superior” w latach 1926–1927, a także współzałożycielem i członkiem Związku Akademików Polaków „Minoritas” oraz „Polonia”. Od 1925 był członkiem Związku Harcerstwa Polskiego w Niemczech. Od 1935 do 1939 kierował Związkiem Harcerstwa Polskiego w Niemczech. W latach 30. bronił polskich działaczy w procesach politycznych wytoczonych przez władze III Rzeszy. Występował jako obrońca w głośnych sprawach jak pobicie polskich artystów z Katowic oraz w sprawie Jana Bauera.
W okresie II wojny światowej więziony w Opolu i KL Buchenwald (do 11 kwietnia 1945 roku) gdzie był jednym z 5 członków tajnego polskiego komitetu obozowego. Po 1945 został sekretarzem Polskiego Związku Zachodniego w Opolu. Nadal pracował jako adwokat (w Zespole Adwokackim nr 2 w Opolu), był też członkiem władz Naczelnej Rady Adwokackiej. Działał w Klubie Inteligencji Katolickiej w Opolu, będąc członkiem jego zarządu. W latach 1957–1961 sprawował mandat posła na Sejm z okręgu Opole. Był członkiem Komisji Spraw Wewnętrznych i Nadzwyczajnej Ziem Zachodnich.